# Tyler Ward
 (décembre 2024).
Tyler Ray Ward, né le 12 mars 1984 à Denver, dans le Colorado, est un chanteur, auteur-compositeur, producteur et acteur américain. Il s'est fait connaître grâce à ses reprises et chansons originales publiées sur YouTube depuis 2009. La première partie de son album, Hello. Love. Heartbreak., sortie le 25 septembre 2012, s'est rapidement hissée en tête des classements iTunes dans 15 pays, dans la catégorie chanteur-compositeur. Il est considéré comme l'un des pionniers de la musique indépendante en ligne.

## Biographie

### Jeunesse et débuts
Tyler Ward est né et a grandi à Denver, dans le Colorado. Fils d’un ingénieur du son, il baigne très tôt dans un environnement musical qui l'inspire à expérimenter divers instruments, dont la guitare, le piano et la batterie. Adolescent, il développe un goût prononcé pour le sport, notamment le football, ce qui le pousse à intégrer The United States Air Force Academy Preparatory School dans l'espoir de poursuivre une carrière sportive. Cependant, il décide de quitter cette voie après un an, trouvant le mode de vie militaire trop contraignant.
Revenu à Denver, il se tourne vers des études de journalisme à l'université du Colorado. Durant cette période, il commence à écrire des chansons dans le sous-sol de sa maison familiale, où il installe son premier home studio.

### Percée grâce à YouTube
En 2009, Tyler Ward décide de publier des reprises sur YouTube, alors une plateforme émergente pour les artistes indépendants. Il se fait remarquer grâce à sa version acoustique de Use Somebody de Kings of Leon, qui attire des millions de vues. Son mélange de pop, rock et arrangements acoustiques, ainsi que sa proximité avec son public, lui permettent de se différencier des artistes traditionnels.
En février 2012, sa reprise de We Are The World de Michael Jackson, réalisée pendant les Jeux olympiques d'hiver de 2010, devient virale avec plus de 1,5 million de vues en une semaine. En parallèle, il commence à produire des collaborations avec d'autres artistes indépendants tels que Alex G, Eppic et sa propre famille, notamment son frère Derek Ward.
Sa chaîne YouTube compte aujourd'hui plus de 2 millions d'abonnés et dépasse les 400 millions de vues cumulées, un succès qui le propulse parmi les artistes indépendants les plus influents de sa génération.

### Style musical et influences
Le style musical de Tyler Ward est marqué par une combinaison d'influences pop, acoustiques et rock alternatif. Ses reprises souvent minimalistes, axées sur la voix et la guitare acoustique, séduisent un large public. Il cite comme influences des artistes tels que John Mayer, Taylor Swift et Ed Sheeran. Ses compositions originales explorent des thèmes universels tels que l'amour, la rupture, l'espoir et la résilience.

### Carrière indépendante et succès
Tyler Ward est un fervent défenseur de l’indépendance artistique. Après avoir refusé plusieurs contrats avec des labels majeurs, il décide de créer sa propre structure, Tyler Ward Studios, afin de conserver un contrôle total sur sa musique et ses productions. En 2013, il signe finalement avec Sony Allemagne pour une distribution en Europe, tout en continuant à promouvoir son travail de manière indépendante aux États-Unis.
Son premier album complet, Honestly, sorti en 2013, est le fruit de collaborations avec des artistes tels que Lindsey Stirling et Liz Rose, coauteure de Taylor Swift.

### Tournées internationales
Depuis 2012, Tyler Ward se produit régulièrement en tournée, notamment en Europe et en Amérique du Nord. Il a donné des concerts en France, en Allemagne, au Royaume-Uni et en Scandinavie. Lors de ses tournées, il est souvent accompagné par The Tyler Ward Band et invite fréquemment d'autres artistes indépendants à partager la scène avec lui.
En France, il s’est produit à La Flèche d'or à Paris en mars 2012, puis à La Maroquinerie en octobre 2012. Il revient régulièrement dans l'Hexagone, consolidant une base de fans fidèle.

## Discographie

### Albums
- **Hello. Love. Heartbreak.** (2012)

```
 1. 
Raise Up

 2. 
The Way We Are

 3. 
Dashes

 4. 
Keeping Secrets

 5. 
Forget To Say No.

 6. 
I Don't Wanna Miss This.
```

- **Honestly** (2013)

```
 1. 
S.O.S.

 2. 
Some Kind of Beautiful
 (feat. 
Lindsey Stirling
)
 3. 
Forever Starts Tonight

 4. 
Back to LA

 5. 
Falling
 (feat. Alex G.)
 6. 
Hoopty Hoop

 7. 
Slo Mo

 8. 
If I'm Being Honest

 9. 
Dashes

 10. 
The Way We Are

 11. 
Beginning of a Bad Idea

 12. 
Roar
 (feat. Two Worlds) [Bonus]
```

### Singles
- Everything I Need (2011)
- Somebody That I Used to Know (Reprise, 2012)
- With You (2014)
- Don't Let Me Down (Reprise, 2016)

## Filmographie

### Télévision
- **2014 :** A to Z : Tyler Ward

### Web séries et vidéos
- **2011-2020 :** Clips musicaux sur YouTube
- **2018 :** The Creative Struggle (documentaire)